# Stade Hercílio-Luz
Pour l’article homonyme, voir Gigantão.
Le stade Hercílio-Luz (en portugais : Estádio Hercílio Luz), également connu sous le nom de stade Docteur-Hercílio-Luz (en portugais : Estádio Doutor Hercílio Luz) et surnommé le Géant des Avenues (en portugais : Gigantão das Avenidas), est un stade de football brésilien situé dans la ville d'Itajaí, dans l'État de Santa Catarina.
Le stade, doté de 6 010 places et inauguré en 1919, sert d'enceinte à domicile à l'équipe de football du Clube Náutico Marcílio Dias.
Le stade porte le nom de Hercílio Luz, ancien gouverneur de l'État de Santa Catarina, qui donna le terrain du futur stade au club de Marcílio Dias.

## Histoire
Le stade est achevé en 1919 et construit sur une zone humide. Le 2 octobre a lieu la fête d'inauguration du stade avec un discours du député d'État et futur ministre des Transports Vítor Konder, suivi de matchs de basket-ball et de compétitions d'athlétisme.
Les clôtures sont construites le 12 novembre 1959 (inauguration fêtée avec des feux d'artifice). La tribune couverte est, quant à elle, achevée en 1961. 
Le premier match nocturne au stade a lieu le 17 juin 1964 (victoire 1-0 de Marcílio Dias sur le Coritiba FC avec un but d'Aquiles), lors de l'inauguration des quatre tours du système d'éclairage.
Le stade a été rénové au fil du temps et entre les années 1960 et 1970, il était considéré comme l'un des meilleurs stades de l'état de Santa Catarina. Un virage populaire est érigé entre 1979 et 1981.
Entre 2019 et 2020, le stade subi une série d'améliorations, telles que le changement de la pelouse, le renforcement de l'éclairage, de nouveaux bancs, un nouveau gymnase et un nouveau service médical et physiologique, la rénovation des vestiaires et la mise en place d'un système de drainage, et l'installation d'un tableau d'affichage électronique,.